# The Undertones
The Undertones — рок-группа, образовавшаяся в 1977 году в Дерри, Северная Ирландия, исполнявшая мелодичный поп-панк, а наибольшую известность приобрела с «Teenage Kicks» (1978), которую Джон Пил называл своей любимой песней всех времён (строчка из её текста была нанесена на его могильный камень в качестве эпитафии).

## История группы
Подписав контракт с Sire Records, в апреле 1979 года группа выпустила здесь дебютный альбом The Undertones. Осенью того же года The Undertones провели американское турне в связке с The Clash. Вышедший затем альбом Hypnotised, продемонстрировавший определённый отход группы от прежнего упрощённого стиля (в котором были выдержаны, в частности, ранние синглы «Jimmy Jimmy» и «My Perfect Cousin»), поднялся до #6 в UK Albums Chart.
По мере того, как музыка группы усложнялась (в третьем альбоме были использованы духовые инструменты, слайд-гитара, ксилофон), популярность её падала. В 1983 году после серии летних фестивальных концертов The Undertones распались.
Фронтмен группы Фергал Шарки (англ. Sean Feargal Sharkey) начал (поначалу весьма успешную) сольную карьеру, а братья О’Нейл образовали That Petrol Emotion, группу иного рода, которая исполняла жёсткий экспериментальный альтернативный рок и, в отличие от Undertones, живо реагировала на политические события.
Реюнион The Undertones 1999 года был осуществлен без Шарки; его заменил Пол Маклун.

## Дискография

### Синглы
- Teenage Kicks (1978 UK # 31)
- Get Over You (1979 UK # 57)
- Jimmy Jimmy (1979 # 16)
- Here Comes The Summer (1979 UK # 34)
- You’ve Got My Number (1979 UK # 32)
- My Perfect Cousin (1980, UK #9)
- Wednesday Week (1980, UK #11)
- It’s Going To Happen! (1981, UK #18)
- Julie Ocean (1981 UK # 41)
- Beautiful Friend (1982)
- The Love Parade (1983 UK #88)
- Got To Have You Back (1983 UK #97)
- Chain Of Love (1983)
- Thrill Me (2003)

### Альбомы
- The Undertones (1979, #13)
- Hypnotised (1980, #6)
- Positive Touch (1981, #17)
- The Sin of Pride (1983, #43)
- The Peel Sessions Album (The Undertones) (1989)
- Get What You Need (2003)
- Listening In: Radio Sessions 1978—1982 (2004)
- Dig Yourself Deep (2007)
- An Anthology (2008)